# Bibliothèque LGBT
Les bibliothèques LGBT sont des bibliothèques diffusant de l'information et des services aux personnes et communautés LGBT.
Ces bibliothèques offrent un espace sûr et inclusif en diffusant des contenus concernant la communauté LGBT qui couvrent des sujets variés comme le coming out et le coming in, la santé et les questions liées à la famille, mais comprennent aussi la lecture de loisirs.

## Histoire
Après les émeutes de Stonewall, des débats ont lieu parmi les bibliothécaires sur le rôle des bibliothèques vis-à-vis de la diffusion de l'information et des services à apporter aux personnes et communautés LGBT.
Depuis les années 1960, des organisations militent pour l'accès à du contenu LGBTQ+ dans les bibliothèques. De nombreux théoriciens ont discuté des différents aspects des services qu'apportent les bibliothèques LGBTQ+, comme les préoccupations relatives à la vie privée, la programmation événementielle, les réflexions liées au développement des collections, mais aussi les besoins en matière de formation des bibliothécaires et du personnel, ainsi que des services spéciaux pour les jeunes et les adolescents.
Réunis à Singapour en 2013 pour le congrès de l’IFLA, un groupe de bibliothécaires lancent le groupe d’intérêt spécial (GIS) consacré aux publics LGBTQ. Il tient sa première conférence l’année suivante à Lyon, avec le titre « Faire face au silence : comment les bibliothèques peuvent servir les usagers LGBTQ ».
Le GIS sur les publics LGBTQ vise à soutenir les professionnels de l’information qui travaillent à améliorer les services aux usagers LGBTQ+ à travers le monde, reconnaissant que la grande majorité de la recherche en bibliothéconomie se fait dans le monde anglo-saxon, dans des pays occidentaux où les attitudes et lois sont généralement favorables envers les personnes LGBTQ+.
Un sondage récent mené par le GIS pour créer des lignes directrices internationales révèle que des bibliothèques dans certains pays hostiles aux personnes LGBTQ+ ont tout de même des collections LGBTQ+. En revanche, les bibliothèques hors de l’Occident ou dans des pays non anglophones sont moins susceptibles d’offrir des programmes et services aux communautés LGBTQ+, en raison d’un manque de ressources ou de lois ou attitudes répressives.

## Amérique

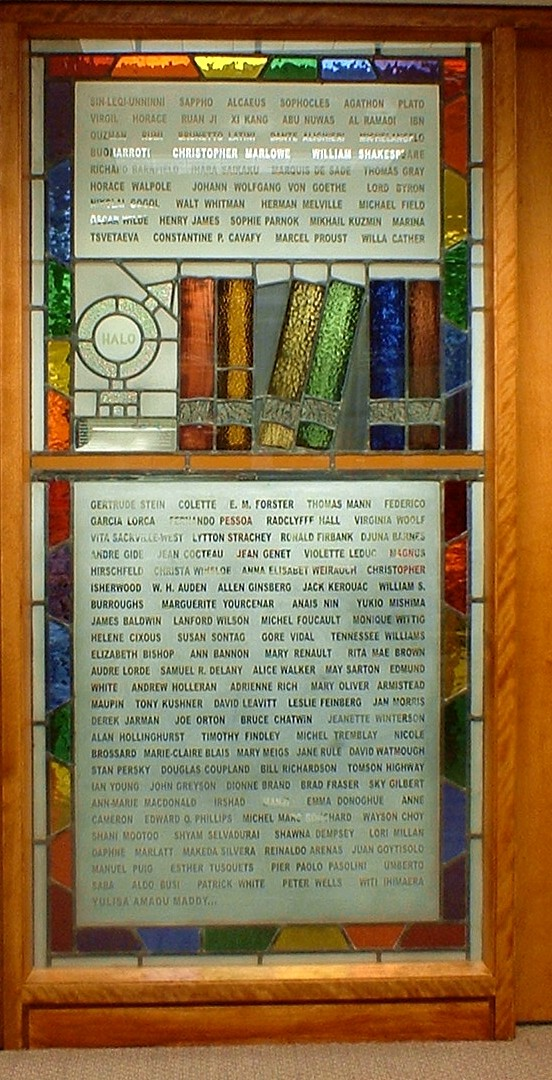
Vitrail de la Bibliothèque Pride de l'Université de Western Ontario

### Aux États-Unis
À l'image du mouvement des droits LGBT dans d'autres domaines, les militants LGBT aux États-Unis commencent à plaider en faveur d'une plus grande représentation dans les bibliothèques à partir de 1969.

#### Task Force on Gay Liberation (Rainbow Round Table)
En 1970, l'organisation Task Force on Gay Liberation (Groupe de travail sur la libération des personnes homosexuelles) se forme au sein de l'American Library Association (ALA). Coordonnée par Barbara Gittings en 1971, actuellement sous le nom de Rainbow Round Table, cette organisation est la plus ancienne organisation professionnelle LGBT des États-Unis. Elle pousse l'American Library Association à donner plus de visibilité aux personnes homosexuelles et  lesbiennes dans la profession.
Au début des années 1970, le groupe de travail Task Force on Gay Liberation fait campagne pour que les livres sur le mouvement de libération gay à la Bibliothèque du Congrès soient déclassés de la catégorie 71-471 (« Relations sexuelles anormales, y compris les crimes sexuels »). En 1972, après avoir reçu une lettre demandant le reclassement, la Bibliothèque du Congrès accepte de procéder à ce changement, en classant ces livres dans une nouvelle catégorie, 76.5 (« Homosexualité, lesbianisme - Mouvement de libération gay, mouvement homophile »). La pionnière des droits des homosexuels, Barbara Gittings plaide pour une révolution dans l'inclusion et le catalogage des documents LGBTQ dans les bibliothèques publiques afin de créer un environnement plus positif, allié et plus informatif pour tous les membres de la communauté.
En 1992, les bibliothèques américaines publient une photo du groupe de travail Gay and Lesbian Task Force (aujourd'hui la Rainbow Round Table) sur la couverture de son numéro de juillet/août, attirant à la fois les critiques et les éloges du monde des bibliothèques. Certains qualifient la couverture de « mauvais goût » et accusent les bibliothèques américaines de « glorifier l'homosexualité », tandis que d'autres ont soutenu cette initiative.
En 2007, le groupe de travail Rainbow Project commence au sein de l'ALA à encourager la présence de la littérature LGBTQ pour les jeunes au sein des collections des bibliothèques. Le groupe publie une bibliographie annotée de titres LGBTQ pour les jeunes et les adolescents, ainsi que la liste annuelle Rainbow, qui présente les meilleurs titres LGBTQ jeunesse et Young Adult.

#### Buffalo History Museum
Après l'adoption du mariage homosexuel à New York en 2011, la bibliothèque de recherche du Buffalo History Museum (en) à Buffalo devient la première bibliothèque connue aux États-Unis à archiver des souvenirs de mariage de couples homosexuels légalement mariés.

### Au Canada
Une étude réalisée en 2019 conclut que les bibliothèques publiques au Québec font bonne figure en matière de représentation LGBTQ+ dans leurs collections, quoique l’homosexualité masculine tend à être surreprésentée et l’homoparentalité, sous-représentée.

## Europe

### Au Royaume-Uni
En 1973 à Londres, le bibliothécaire Bob Elbert fonde le Gay Librarians Group pour rassembler les gais et lesbiennes qui œuvrent dans la profession. Le groupe soutient la nouvelle ligne d’information téléphonique Gay Switchboard, travaille à rendre les bibliothèques plus accueillantes pour les personnes LGBTQ+ et dresse des listes de documents pertinents pour la communauté.
En 1984, des bibliothécaires lesbiennes fondent le groupe Lesbians in Libraries afin de faire pression sur les bibliothèques et leurs fournisseurs. Le groupe publie notamment Out on the shelves: lesbian books into libraries en 1989, une liste détaillant des centaines de livres, périodiques et organismes LGBTQ+.

### En Pologne
En 2017, la bibliothèque de Wrocław devient une bibliothèque LGBT+, gérée par l'organisation Kultura równości,. En mai 2022, la bibliothèque Azyl de Lublin est décrite comme « un asile queer au cœur de Lublin »,,.

### En Suède
Le 14 octobre 2019, la bibliothèque de Trelleborg reçoit la certification LGBT.

### En France
Le groupe de travail Légothèque est fondé en 2012 au sein de l’Association des bibliothécaires de France. Il vise à rendre les bibliothèques des lieux de construction de soi qui luttent contre les stéréotypes, notamment envers les minorités sexuelles.
Il existe en France une multitude de bibliothèques LGBT, très différentes les unes des autres, y compris au sein des centres LGBT. En effet, en 2020, sur les 32 plus grands centres LGBT du pays, 22 disposent d'une bibliothèque, qu'elle fasse l'objet d'une commission et de financements particuliers, ou qu'elle occupe seulement quelques étagères sous la responsabilité des bénévoles à l'accueil. D'autres projets, portés soit par des individus, soit par des associations dont c'est le but premier, existent également, parmi lesquels la Bibliothèqueer (à l'initiative d'Albane Linÿer).

### Aux Pays-Bas
Au sein de l'Openbare Bibliotheek d'Amsterdam, la section dédiée à l'homosexualité et à la « diversité sexuelle » est gérée par des bénévoles et des salariés de l'IHLIA LGBTI Heritage.

## Freins au fonctionnement

### Censure
Certains bibliothécaires exercent de l’autocensure, évitant d’acheter des documents controversés qui pourraient faire l’objet de plaintes de la part de parents ou de la communauté.
Des études montrent que le personnel des bibliothèques adopte souvent une posture passive par rapport à l’ajout de documents LGBTQ+ à leur collection, désirant rester neutre : sans exclure ces documents, ils ne posent pas les gestes proactifs qui sont nécessaires pour améliorer les collections afin de mieux servir les publics LGBTQ+. Or, les jeunes LGBTQ+ ont tendance à ne pas demander les documents qu’ils désirent et à ne pas savoir ce qui est à leur disposition, et indiquent que les bibliothèques devraient promouvoir activement leurs ressources LGBTQ+. La promotion de la collection peut passer par des présentoirs et des événements, notamment pour le mois des Fiertés.
Depuis le début des années 2020, l’ALA observe d’ailleurs une montée fulgurante de plaintes et de tentatives de censure visant les livres représentant des communautés marginalisées, dont les communautés LGBTQ+. Par exemple, plus de la moitié d’une liste récente des dix livres les plus contestés de l’ALA met en scène des personnes LGBTQ+, alors que ce genre de livres ne représente que 4% de la littérature jeunesse.
La programmation qui vise à rendre les bibliothèques plus représentatives des communautés LGBTQ+, comme l’heure du conte drag, fait aussi l’objet de protestations de la part de groupes organisés, notamment aux États-Unis, mais aussi ailleurs dans le monde. Par exemple, en 2022, une lecture de conte animée par une drag queen à la bibliothèque de Dorval, dans la région de Montréal, a mené à des menaces, des insultes et de l’intimidation envers le personnel de la bibliothèque.

### Obstacles
Dans un article publié en 2005, dans la revue Progressive Librarian, Jennifer Downey affirme que les livres primés, qui ont comme sujet des personnes LGBTQ ou écrit par elles, ne parviennent pas à faire partie des collections des bibliothèques. Elle cite la censure interne comme une cause possible, ainsi que l'hypothèse selon laquelle les usagers des bibliothèques qui souhaitent des titres LGBTQ les demanderont plutôt à d'autres bibliothèques par le biais d'un prêt entre bibliothèques. Elle a aussi constaté que de nombreux bibliothécaires ne connaissaient pas les titres LGBTQ. Pour se familiariser davantage, elle recommande de lire les critiques de livres LGBTQ et de faire participer d'autres personnes à ce processus, y compris des membres de la communauté, suggestions qu'elle tire de l'article de 1999 de Loverich et Degnan Out of the Shelves.

## Apports
En mettant à disposition de leurs usagers des documents concernant prioritairement ces communautés, les bibliothèques LGBT pallient parfois aux déficits des bibliothèques institutionnelles en la matière. Elles permettent également aux membres des communautés LGBT, au-delà de se retrouver autour de livres, de « s'approprier des méthodes, des savoir-faire » liés à des métiers « parfois hostiles, ou du moins peu intéressés par la communauté LGBTQI+ ».

## Services aux enfants et adolescents LGBTQ

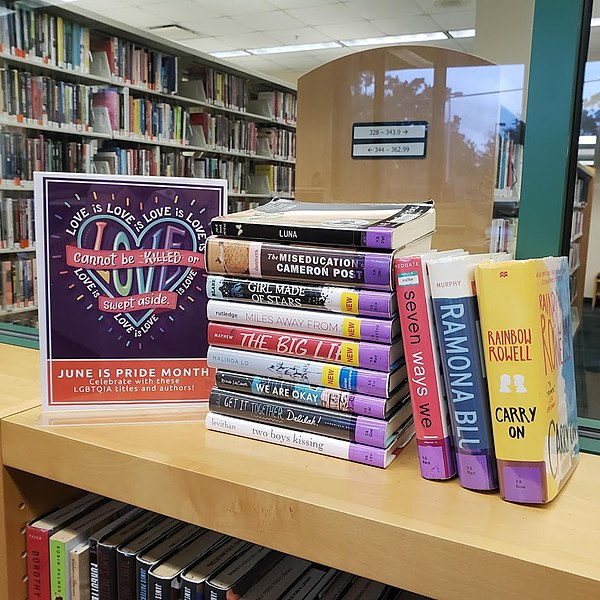
Un affichage en 2018 de livres pour jeunes adultes mettant en avant des personnages ou des thèmes LGBTQ + à la bibliothèque publique Barbara S.Ponce à Pinellas Park, Floride

Alexander Parks et d'autres ont identifié les bibliothèques comme des endroits sûrs potentiellement importants pour les jeunes et les adolescents LGBTQ, en particulier face à l'intimidation. Il suggère de mettre des titres LGBTQ en exposition dans la bibliothèque ou des présentations de livres pour promouvoir une plus grande visibilité. Cependant, selon une étude réalisée en 2005 par Ann Curry, bien que de nombreux adolescents LGBTQ aient des préoccupations très similaires à celles de leurs homologues adultes, les bibliothécaires ne répondent souvent pas à leurs questions liées aux sujets LGBTQ d'une manière bienveillante ou accueillante. Des études de Carmichael et Greenblatt soulignent que la bibliothèque est un lieu important pour les adolescents qui viennent chercher des informations en raison du potentiel d'anonymat qu'elle offre. En 2013, dans son étude des bibliothèques publiques dans les zones à forte concentration de familles homosexuelles, Naidoo constate que de nombreux bibliothécaires jeunesse ne connaissent pas les familles LGBTQ dans leur communauté et proposent un ensemble mixte de services, de collections et de programmes.
Selon les informations de l'association Young Adult Library Services (en) pour l'accueil et l'inclusion des adolescents transgenres dans les programmes des bibliothèques, offrir aux étudiants la possibilité de donner leurs prénoms ou pronoms de leur choix lorsqu'ils commencent un programme leur donnent l'opportunité de faire savoir au personnel et aux autres usagers comment ils souhaitent qu'on s'adresse à eux.

## Classification
Avant les années 1960, le terme « homosexualité » est le mot-clé de recherche de base pour la plupart des bibliothèques qui adoptent les vedettes-matières de la Bibliothèque du Congrès. Selon le bibliothécaire LGBT Steve Wolf, « l'homosexualité a été classée sous déviation sexuelle » jusqu'en 1972, date à laquelle elle est déplacée vers la « vie sexuelle ». Depuis lors, les personnes s'identifiant comme LGBTQ ont permis des avancées majeures dans la réforme des vedettes-matières que de nombreuses bibliothèques utilisent. La Bibliothèque du Congrès ajoute « les personnes transgenres » et « transgenre » en tant que sujets principaux en 2007. La création de nouvelles rubriques précises qui décrivent la communauté LGBTQ permet aux personnes LGBTQ de trouver plus facilement des informations pertinentes à leurs besoins. L'élargissement de ces vocabulaires officiels pour affirmer le langage et les identités au sein de la communauté LGBTQ crée une plus grande acceptation de la diversité de genre et sexuelle.
La littérature aborde la question de la classification en bibliothèques depuis la perspective de la théorie queer. Dans son article de 2013, Queering the Catalog: Queer Theory and the Politics of Correction, la bibliothécaire Emily Drabinski définit la relation entre l'identité LGBTQ et la bibliothèque comme une relation historiquement contingente. Pour Drabinski, « il ne peut y avoir de structures catégoriques ou linguistiques « correctes », seulement celles qui émergent discursivement et circulent dans un contexte particulier ». Drabinski affirme qu'une approche queer du catalogage inclut des bibliothécaires et des usagers de référence, qui peuvent engager un dialogue sur les préjugés sous-jacents et aider à démanteler le langage oppressif. Dans un article de 2014, Emily Drabinski, Amber Billey et KR Roberto critiquent la règle 9.7 de la norme de catalogage RDA, qui oblige les catalogueurs à attribuer un genre lors de la création de notices d'autorité, en laissant de côté les identités de genre non-binaires et fluides. Marika Cifor utilise la théorie queer pour soutenir que la haine doit être utilisée comme principe organisateur dans les archives LGBT. Elle écrit que « l'examen de la composition et la classification des courriers et messages haineux, la collecte d'archives autour des crimes haineux, la documentation et la description de la haine de soi queer et trans démontre que la haine est une lentille utile pour examiner et déconstruire le pouvoir normatif et ses circulations et structures affectives. »

#### Service aux adultes
- Antell, Strothmann et Downey, « Self-Censorship in Selection of LGBT-Themed Materials », Reference & User Services Quarterly, vol. 53, no 2,‎ 2013, p. 104–107 (DOI 10.5860/rusq.53n2.104, lire en ligne)
- Joyce, « Lesbian, Gay, and Bisexual Library Service: A Review of the Literature », Public Libraries, vol. 39, no 5,‎ 2000, p. 270–9
- Kingston, M. Information needs of GLBT College Students. Thesis, Indiana University, 1998.
- Morris et Roberto, « Information-seeking behaviour and information needs of LGBTQ health professionals: a follow-up study », Health Information & Libraries Journal, vol. 33, no 3,‎ 2016, p. 204–221 (PMID 27060995, DOI 10.1111/hir.12139)
- O’Leary, M. Pink perceptions: The information needs of lesbian, gay, bisexual, and transgender library users as perceived by public librarians and by the LGBT communities within Sheffield, UK and Denver, CO. Thesis, University of Sheffield: 2005. http://dagda.shef.ac.uk/dissertations/2004–05/External/Oleary_Meagan_MALib.pdf
- Passet, « Hidden in Plain Sight: Gay and Lesbian Books in Midwestern Public Libraries, 1900--1969 », Library Trends, vol. 60, no 3,‎ 2012, p. 749–64 (DOI 10.1353/lib.2012.0010)
- Ritchie, Catherine J. "Collection Development of gay/lesbian/bisexual-Related Adult Non-Fiction in Medium-Sized Illinois Public Libraries." Illinois Libraries 83.2 (2001): 39-70. Library Literature and Information Science. Web. 12 mars 2013.
- Rothbauer, « The Internet in the Reading Accounts of Lesbian and Queer Young Women: Failed Searches and Unsanctioned Reading », Canadian Journal of Information and Library Science, vol. 28, no 4,‎ 2004, p. 89–112
- Stenback, T.L.; Schrader, A.M. Venturing from the closet: A qualitative study of the information needs of lesbians. Pub. Libr. Quart. 1999; 17 (3), 37–50.

#### Services aux enfants et adolescents
- Abate, Michelle Ann et Kenneth Kidd, éditeurs, Over the Rainbow : Queer Children's and Young Adult Literature (Ann Arbor: The University of Michigan Press, 2001).
- Austin, J. (2019).Lines of sight and knowledge: Possibilities and actualities of trans and gender non-conforming youth in the library. In Bharat Mehra (ed.) LGBTQ+ librarianship in the 21st century: Emerging directions of advocacy and community engagement in diverse information environments (Advances in Librarianship, volume 45). Emerald Publishing Limited, 167-196.
- Chapman, « No More Controversial than a Gardening Display? Provision of LGBT-Related Fiction to Children and Young People in U.K. Public Libraries », Library Trends, vol. 61, no 3,‎ 2013, p. 542–568 (DOI 10.1353/lib.2013.0010)
- Chuang, Raine, Scott et Tauro, « Out in Society, Invisible on the Shelves: Discussing LIS Literature about LGBTQ Youth », Feliciter, vol. 59, no 5,‎ 2013, p. 26–27
- Des bibliothèques ouvertes à toutes et à tous : guide pratique visant à faciliter l'inclusion des enjeux LGBTQ+ dans les bibliothèques d'établissements d'enseignement collégial et universitaire du Québec, Montréal, Centre communautaire LGBTQ+ de Montréal, 2018 (ISBN 9782981758002, lire en ligne)
- Hillias J.Martin, Jr.et James R. Murdock, Serving Lesbian, Gay, Bisexual, Transgender, and Questing Teens: A How-to-do-it Manual for Librarians (New York: Neal-Schuman Publishers, 2007).
- Houde, Lisa, Serving LGBTQ teens: a practical guide for librarians, Rowman & Littlefield, 2018 (ISBN 978-1-5381-0760-7)
- Hughes-Hassell, Overberg et Harris, « Lesbian, Gay, Bisexual, Transgender, and Questioning (LGBTQ)-Themed Literature for Teens: Are School Libraries Providing Adequate Collections? », School Library Research, vol. 16,‎ 2013, p. 1–18
- Jamie Campbell Naidoo, Rainbow Family Collections: Selecting and Using Children's Books with Lesbian, Gay, Bisexual, Transgender, and Queer Content (Santa Barbara: Libraries Unlimited, 2012)
- Parks, « Opening the Gate », Young Adult Library Services, vol. 10, no 4,‎ 2012, p. 22–27
- Santos Green, Lucy, Jenna Spiering, Vanessa Lynn Kitzie et Julia Erlanger, LGBTQIA+ inclusive children's librarianship: policies, programs, and practices, Libraries Unlimited, 2022 (ISBN 978-1-4408-7678-3)
- Stringer-Stanback, « Young Adult Lesbian, Gay, Bisexual, Transgender, and Questioning (LGBTQ) Non-Fiction Collections and Countywide Anti-Discrimination Policies », Urban Library Journal, vol. 17, no 1,‎ 2011, p. 1–27 (DOI 10.31641/ulj170104)

#### Histoire
- (en) James V. Carmichael, Daring to Find Our Names : The Search for Lesbigay Library History, Praeger, 1998
- (en) John Vincent, LGBT people and the UK cultural sector: the response of libraries, museums, archives and heritage since 1950, Routledge, 2017 (ISBN 978-1-315-59228-2)